# Banco Guayana
El Banco Guayana fue una institución financiera especializada en banca comercial de Venezuela. Tenía su sede en Ciudad Guayana, Estado Bolívar. Estaba ubicado dentro del Estrato Pequeño según el ranking bancario de SUDEBAN
Nace el 14 de noviembre de 1955 en Ciudad Bolívar bajo el nombre de Banco de Fomento Regional Guayana con el fin de promover y asegurar las inversiones en la Región Guayana. En mayo de 1983 cambia su sede de Ciudad Bolívar a Ciudad Guayana. El 6 de junio de 1985 cambia su denominación social a Banco Guayana.
El Banco Guayana desaparece el 21 de junio de 2012 al hacerse efectiva su adquisición por el Banco Caroní, previa autorización de la absorción del mismo por SUDEBAN otorgada el 15 de diciembre de 2011.